# Герен, Кристоф
Кристоф Герен (1758, Страсбург — 1831, там же) — французский рисовальщик и гравер.

## Биография
Кристоф Герен родился 9 ноября 1758 году в Страсбурге, Эльзас в семье гравера Жана Герена. Его родным братом был выдающийся художник-миниатюрист Жан-Урбен Герен.
Как и его брат, Кристоф Герен получил образование в парижской Школе изящных искусств, но затем пути братьев разошлись. Старший, Жан-Урбен стал учеником великого Давида. Младший, Кристоф, вернулся в родной Страсбург и, как и отец, целиком посвятил себя гравюре. В частности, Кристоф Герен создавал для издававшихся как в Эльзасе, так и за его пределами книг портреты их авторов. 
В 1793 году Герен встретил Сен-Жюста и выполнил его гравированный портрет (в профиль). Подготовительный рисунок к этой гравюре, выполненный сангиной, сегодня хранится в музее Карнавале. С 1795 года Кристоф Герен преподавал рисование в только что созданной Центральной школе департамента Нижний Рейн, а затем основал свою собственную художественную школу, где в лучшие годы было более 130 учеников.
В 1802 Герен, кроме того, возглавил только что основанный музей изящных искусств Страсбурга, и находился на этом посту вплоть до своей смерти. После этого работу отца продолжил его сын, художник Габриэль-Кристоф Герен. Младший сын Кристофа Герена, Жан-Батист (род. 1798) также стал художником.

## Галерея
- Некоторые работы
- Портрет генерала маркиза де Кюстина.
- Портрет Адриена де Лезе-Марнезия. Гарвардский художественный музей.
- Пейзаж.
- Портрет Сен-Жюста , 1793 год, рисунок сангиной, музей Карнавале, Париж.